# Copa Libertadores da América de Futebol Feminino de 2017
A Copa Libertadores de Futebol Feminino de 2017, oficialmente CONMEBOL Libertadores Femenina 2017, foi a nona edição da competição organizada pela Confederação Sul-Americana de Futebol (CONMEBOL). A competição foi disputada pela primeira vez no Paraguai, nas cidades de Assunção, Luque e Villa Elisa. Participaram clubes das dez associações sul-americanas.
O Audax em parceria com o Corinthians, conquistou seu primeiro título da competição, ao derrotar a equipe chilena do Colo-Colo nas penalidades, tornando-se a 4ª equipe brasileira a lograr o título do torneio continental, sacramentando a 7ª conquista de times brasileiros em 9 edições da Libertadores Feminina. Foi a primeira vez que uma equipe conquistou o título em parceria com outra.

## Equipes classificadas
O formato da competição foi mantido em relação aos anos anteriores, sendo disputada por doze equipes: o detentor do título, o clube campeão de cada uma das dez associações da CONMEBOL, e uma equipe adicional do país sede.
| Associação | Equipe                 | Classificado por                                                           |
| ---------- | ---------------------- | -------------------------------------------------------------------------- |
| CONMEBOL   | CS Limpeño             | Campeão da Libertadores Feminina de 2016 e do Campeonato Paraguaio de 2016 |
| CONMEBOL   | Cerro Porteño          | Vice-campeão do Campeonato Paraguaio de 2016                               |
| Argentina  | River Plate            | Campeão do Campeonato Argentino de 2016-17                                 |
| Bolívia    | Deportivo ITA          | Campeão Boliviano de 2017                                                  |
| Brasil     | Audax[a]               | Campeão da Copa do Brasil de 2016                                          |
| Chile      | Colo-Colo              | Campeão do Campeonato Chileno de 2016                                      |
| Colômbia   | Santa Fe               | Campeão do Campeonato Colombiano de 2017                                   |
| Equador    | Unión Española         | Campeão do Campeonato Equatoriano de 2016                                  |
| Paraguai   | Deportivo Capiatá      | Vencedor do Quadrangular Pré-Libertadores de 2017                          |
| Peru       | Universitario          | Campeão do Campeonato Peruano de 2017                                      |
| Uruguai    | Colón                  | Campeão do Campeonato Uruguaio de 2016                                     |
| Venezuela  | Estudiantes de Guárico | Campeão do Campeonato Venezuelano de 2017                                  |

- A.^ O Audax disputou esta edição da Libertadores em parceria com o Corinthians, apesar de cada equipe possuir seu departamento próprio de futebol feminino.

## Sedes
Estas foram as sedes do torneio:
| Assunção          | Assunção            | Luque             | Villa Elisa        |
| ----------------- | ------------------- | ----------------- | ------------------ |
|                   | Estádio La Arboleda |                   |                    |
| Capacidade: 7 000 | Capacidade: 7 500   | Capacidade: 3 500 | Capacidade: 10 000 |

## Árbitras
A Comissão de Árbitros da CONMEBOL selecionou as árbitras e assistentes para o torneio.
| Árbitros                  | Assistentes                                    |
| ------------------------- | ---------------------------------------------- |
| ARG María Laura Fortunato | ARG María Eugenia Rocco ARG Mariana de Almeida |
| BOL Sirley Cornejo        | BOL Liliane Bejarano BOL Marina Quiroga        |
| BRA Edina Alves Batista   | BRA Neuza Back BRA Tatiane Sacilotti           |
| CHI María Belén Carvajal  | CHI Loreto Lotoza CHI Leslei Vásquez           |
| COL Yeimi Martínez        | COL Luzmila González COL Mary Blanco           |

| Árbitros              | Assistentes                                |
| --------------------- | ------------------------------------------ |
| ECU Susana Corella    | ECU Monica Amboya ECU Viviana Segura       |
| PAR Zulma Quiñonez    | PAR Nilda Gamarra PAR Laura Miranda        |
| PER Elizabeth Tintaya | PER Marlene Leyton PER Gabriela Moreno     |
| URU Silvia Ríos       | URU Luciana Mascaraña URU Daiana Fernández |
| VEN Eyerlitz Escalona | VEN Yoleida Lara VEN Migdalia Rodríguez    |

## Sorteio
O sorteio foi realizado no dia 18 de setembro na sede da Asociación Paraguaya de Fútbol em Assunção, no Paraguai. Os times foram divididos em quatro potes com três times cada, sendo que os times do mesmo pote não poderiam cair no mesmo grupo. No primeiro pote foram colocados as equipes do país-sede, já os outros potes as equipes foram postas de acordo com a posição da sua federação no torneio anterior.
| Pote 1                                     | Pote 2                             | Pote 3                         | Pote 4                                     |
| ------------------------------------------ | ---------------------------------- | ------------------------------ | ------------------------------------------ |
| CS Limpeño Cerro Porteño Deportivo Capiatá | Estudiantes de Guarico Audax Colón | Colo-Colo Santa Fe River Plate | Deportivo ITA Unión Española Universitario |

## Primeira fase
Os vencedores de cada grupo mais o melhor segundo colocado avançaram para as semifinais da competição.
| Legenda | Legenda                    |
| ------- | -------------------------- |
|         | Classificados à fase final |
|         | Melhor segundo colocado    |
|         | Eliminados                 |

### Grupo A
| Equipe                 | Pts | J | V | E | D | GP | GC | SG |
| ---------------------- | --- | - | - | - | - | -- | -- | -- |
| River Plate            | 7   | 3 | 2 | 1 | 0 | 4  | 2  | +2 |
| Unión Española         | 5   | 3 | 1 | 2 | 0 | 5  | 3  | +2 |
| Estudiantes de Guárico | 4   | 3 | 1 | 1 | 1 | 3  | 2  | +1 |
| Deportivo Capiatá      | 0   | 3 | 0 | 0 | 3 | 2  | 7  | –5 |

|                        | CAP | EST | RIV | UES |
| ---------------------- | --- | --- | --- | --- |
| Deportivo Capiatá      | –   | 0–2 | 1–2 | 1–3 |
| Estudiantes de Guárico | 2–0 | –   | 0–1 | 1–1 |
| River Plate            | 2–1 | 1–0 | –   | 1–1 |
| Unión Española         | 3–1 | 1–1 | 1–1 | –   |

### Grupo B
| Equipe        | Pts | J | V | E | D | GP | GC | SG |
| ------------- | --- | - | - | - | - | -- | -- | -- |
| Colo-Colo     | 7   | 3 | 2 | 1 | 0 | 12 | 5  | +7 |
| Cerro Porteño | 7   | 3 | 2 | 1 | 0 | 7  | 3  | +4 |
| Universitario | 3   | 3 | 1 | 0 | 2 | 2  | 8  | –6 |
| Colón         | 0   | 3 | 0 | 0 | 3 | 3  | 8  | –5 |

|               | CER | CLN | COL | UNI |
| ------------- | --- | --- | --- | --- |
| Cerro Porteño | –   | 2–1 | 2–2 | 3–0 |
| Colón         | 1–2 | –   | 2–5 | 0–1 |
| Colo-Colo     | 2–2 | 5–2 | –   | 5–1 |
| Universitario | 0–3 | 1–0 | 1–5 | –   |

### Grupo C
| Equipe        | Pts | J | V | E | D | GP | GC | SG  |
| ------------- | --- | - | - | - | - | -- | -- | --- |
| Audax         | 9   | 3 | 3 | 0 | 0 | 10 | 2  | +8  |
| Santa Fe      | 4   | 3 | 1 | 1 | 1 | 12 | 6  | +6  |
| CS Limpeño    | 4   | 3 | 1 | 1 | 1 | 8  | 5  | +3  |
| Deportivo ITA | 0   | 3 | 0 | 0 | 3 | 4  | 21 | –17 |

|               | AUD | ITA | ISF | SLI |
| ------------- | --- | --- | --- | --- |
| Audax         | –   | 6–1 | 2–1 | 2–0 |
| Deportivo ITA | 1–6 | –   | 2–9 | 1–6 |
| Santa Fe      | 1–2 | 9–2 | –   | 2–2 |
| CS Limpeño    | 0–2 | 6–1 | 2–2 | –   |

### Melhor segundo colocado
A equipe com melhor índice técnico entre as equipes segundo colocadas de todos os grupos avançou para as semifinais.
| Equipe         | Pts | J | V | E | D | GP | GC | SG | Grupo |
| -------------- | --- | - | - | - | - | -- | -- | -- | ----- |
| Cerro Porteño  | 7   | 3 | 2 | 1 | 0 | 7  | 3  | +4 | B     |
| Unión Española | 5   | 3 | 1 | 2 | 0 | 5  | 3  | +2 | A     |
| Santa Fe       | 4   | 3 | 1 | 1 | 1 | 12 | 6  | +6 | C     |

## Fase final
A fase final teve a seguinte composição:
|  | Semifinais            | Semifinais            |       |                       | Final                 | Final |  |
|  |                       |                       |       |                       |                       |       |  |
|  | 19 de outubro - 18:30 |                       |       |                       |                       |       |  |
|  | River Plate           | 0                     |       |                       |                       |       |  |
|  | Colo-Colo             | 2                     |       |                       |                       |       |  |
|  |                       |                       |       |                       |                       |       |  |
|  |                       |                       |       |                       | 21 de outubro - 20:15 |       |  |
|  |                       |                       |       |                       | Colo-Colo             | 0 (4) |  |
|  |                       | Audax (pen)           | 0 (5) |                       |                       |       |  |
|  |                       |                       |       |                       |                       |       |  |
|  |                       |                       |       |                       |                       |       |  |
|  |                       |                       |       |                       | Terceiro lugar        |       |  |
|  | 19 de outubro - 20:15 | 19 de outubro - 20:15 |       | 21 de outubro - 18:30 | 21 de outubro - 18:30 |       |  |
|  | Audax                 | 3                     |       | River Plate           | 2                     |       |  |
|  | Cerro Porteño         | 0                     |       |                       | Cerro Porteño         | 1     |  |

### Semifinais
| 19 de outubro | River Plate | 0 – 2     | Colo-Colo                                   | Estádio Luis Alfonso Giagni, Villa Elisa |
| 18:00         |             | Relatório | Yessenia Huenteo 48' · Geraldine Leyton 89' | Árbitro: BOL Sirley Cornejo              |

| River Plate | Colo-Colo |

| 19 de outubro | Audax                                       | 3 – 0     | Cerro Porteño | Estádio Luis Alfonso Giagni, Villa Elisa |
| 20:15         | Amanda Brunner 45', 89' · Byanca Brasil 60' | Relatório |               | Árbitro: ECU Susana Corella              |

| Audax | Cerro Porteño |

### Terceiro Lugar
| 21 de outubro | River Plate                      | 2 – 1     | Cerro Porteño        | Estádio Arsenio Erico, Assunção |
| 18:00         | Carolina Birizamberri 34', 90+3' | Relatório | Rebeca Fernández 46' | Árbitro: URU Silvia Ríos        |

| River Plate | Cerro Porteño |

### Final
| 21 de outubro | Colo-Colo | 0 – 0     | Audax | Estádio Arsenio Erico, Assunção |
| 20:15         |           | Relatório |       | Árbitro: VEN Eyerlitz Escalona  |

|                                                                                                   |       | Penalidades                                                                                           |  |
| Gloria Villamayor Karen Araya Nathalie Quezada Claudia Soto Carla Guerrero Camila Saez Rocío Soto | 4 – 5 | Carina Fernandes Daiane Rodrigues Kerolin Israel Ingrid Frisanco Byanca Alves Yasmin Assis Ana Araújo |  |

| Colo-Colo | Audax |

## Premiação
| Copa Libertadores da América Feminina de 2017 |
| Brasil                                        |
| --------------------------------------------- |
| Audax Campeão (1º título)                     |

## Estatísticas
| Gols | Jogadora              | Equipe                   |
| ---- | --------------------- | ------------------------ |
| 4    | Amanda Brunner        | Audax                    |
| 4    | Gloria Villamayor     | Colo-Colo                |
| 4    | Maitte Zamorano       | Deportivo ITA            |
| 4    | Catalina Usme         | Santa Fe                 |
| 4    | Oriana Altuve         | Santa Fe                 |
| 4    | Carolina Birizamberri | River Plate              |
| 3    | Amada Peralta         | Cerro Porteño            |
| 3    | Geraldine Leyton      | Colo-Colo                |
| 3    | Madelin Riera         | Unión Española           |
| 2    | Byanca Brasil         | Audax                    |
| 2    | Grazielle Pinheiro    | Audax                    |
| 2    | Raquel dos Santos     | Audax                    |
| 2    | Ana Fleitas           | Cerro Porteño            |
| 2    | Catherin Berni        | Colón                    |
| 2    | Bárbara Muñoz         | Colo-Colo                |
| 2    | Karen Araya           | Colo-Colo                |
| 2    | Leicy Santos          | Santa Fe                 |
| 2    | Kennya Cordner        | Futebol Sportivo Limpeño |
| 2    | Liza Larrea           | Futebol Sportivo Limpeño |
| 2    | Pierina Nuñez         | Universitario            |
| 2    | Rebeca Fernández      | Cerro Porteño            |

| Jogadora          | Clube          | Adversário        | Placar | Data          |
| ----------------- | -------------- | ----------------- | ------ | ------------- |
| Catalina Usme4    | Santa Fe       | Deportivo ITA     | 9–2    | 12 de outubro |
| Madelin Riera     | Unión Española | Deportivo Capiatá | 3–1    | 15 de outubro |
| Gloria Villamayor | Colo-Colo      | Colón             | 5–2    | 16 de outubro |

## Classificação geral
Oficialmente a CONMEBOL não reconhece uma classificação geral de participantes na Copa Libertadores. A tabela a seguir classifica as equipes de acordo com a fase alcançada e considerando os critérios de desempate.
| Classificação final         | Classificação final      | Classificação final | Classificação final | Classificação final | Classificação final | Classificação final | Classificação final | Classificação final | Classificação final | Classificação final | Classificação final |
| Pos.                        | Times                    | P                   | J                   | V                   | E                   | D                   | GP                  | GC                  | SG                  |                     |                     |
| --------------------------- | ------------------------ | ------------------- | ------------------- | ------------------- | ------------------- | ------------------- | ------------------- | ------------------- | ------------------- | ------------------- | ------------------- |
| Campeão                     |                          |                     |                     |                     |                     |                     |                     |                     |                     |                     |                     |
| 1                           | Audax                    | 13                  | 5                   | 4                   | 1                   | 0                   | 13                  | 2                   | +11                 |                     |                     |
| Vice-campeão                |                          |                     |                     |                     |                     |                     |                     |                     |                     |                     |                     |
| 2                           | Colo-Colo                | 11                  | 5                   | 3                   | 2                   | 0                   | 14                  | 5                   | +9                  |                     |                     |
| Eliminados nas semifinais   |                          |                     |                     |                     |                     |                     |                     |                     |                     |                     |                     |
| 3                           | River Plate              | 10                  | 5                   | 3                   | 1                   | 1                   | 6                   | 5                   | +1                  |                     |                     |
| 4                           | Cerro Porteño            | 7                   | 5                   | 2                   | 1                   | 2                   | 8                   | 8                   | 0                   |                     |                     |
| Eliminados na primeira fase |                          |                     |                     |                     |                     |                     |                     |                     |                     |                     |                     |
| 5                           | Unión Española           | 5                   | 3                   | 1                   | 2                   | 0                   | 5                   | 3                   | +2                  |                     |                     |
| 6                           | Santa Fe                 | 4                   | 3                   | 1                   | 1                   | 1                   | 12                  | 6                   | +6                  |                     |                     |
| 7                           | Futebol Sportivo Limpeño | 4                   | 3                   | 1                   | 1                   | 1                   | 8                   | 5                   | +3                  |                     |                     |
| 8                           | Estudiantes de Guarico   | 4                   | 3                   | 1                   | 1                   | 1                   | 3                   | 2                   | +1                  |                     |                     |
| 9                           | Universitario            | 3                   | 3                   | 1                   | 0                   | 2                   | 2                   | 8                   | –6                  |                     |                     |
| 10                          | Colón                    | 0                   | 3                   | 0                   | 0                   | 3                   | 3                   | 8                   | –5                  |                     |                     |
| 11                          | Deportivo Capiatá        | 0                   | 3                   | 0                   | 0                   | 3                   | 2                   | 7                   | –5                  |                     |                     |
| 12                          | Deportivo ITA            | 0                   | 3                   | 0                   | 0                   | 3                   | 4                   | 21                  | –17                 |                     |                     |